# Gabriel Covarrubias Ibarra
Gabriel Covarrubias Ibarra (Guadalajara, Jalisco; 3 de julio de 1930-ibidem, 2 de agosto de 2018) fue un político mexicano, miembro del Partido Revolucionario Institucional. Se desempeñó como presidente municipal de Guadalajara, Jalisco y senador por su estado.

## Biografía
Fue miembro del PRI desde 1958; en dicho partido ocupó cargos como consejero estatal y nacional y presidente de diversas comisiones como las de financiamiento y para la unidad del partido.
En 1983 el gobernador de Jalisco Enrique Álvarez del Castillo lo nombró tesorero general del estado. Cargo en el que permaneció hasta 1988. Renunció al cargo para ser postulado candidato del PRI a presidente municipal de Guadalajara en las elecciones de ese año, habiendo obtenido el triunfo.
Tomó posesión como presidente municipal de Guadalajara el 1 de enero de 1989 y concluyó su periodo el 30 de marzo de 1992. 23 días después, el 22 de abril, ocurrieron las explosiones del alcantarillado en el sector Reforma de la ciudad; tras lo cual, fue designado como presidente del Patronato de Reconstrucción de la Zona Afectada del Sector Reforma, que se encargó de reconstruir los daño e indemnizar a las víctimas de dicha tragedia.
En 1997 fue elegido Senador por representación proporcional, como parte de los senadores por este principios electos por única ocasión y por periodo extraordinario de solo tres años a la LVII Legislatura, concluyendo en 2000 y como consecuencia de las reformas políticas realizadas en 1995-1996.
Falleció el 2 de agosto de 2018 en la ciudad de Guadalajara a los 88 años de edad.